# Dolete puellae

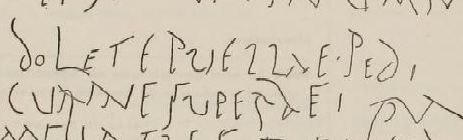
Reproducción del grafiti en papel

Dolete puellae (catalogado ELEGIACI 77/CIL IV 3932)  es un grafiti romano encontrado en las ruinas de Pompeya datado antes del año 79 a. C. Se trata de una frase breve escrita presumiblemente con carbón. El texto, parcialmente fragmentado, ha sido interpretado como una declaración temprana —posiblemente satírica o sarcástica— de cambio de orientación sexual o salida del armario.

## Contexto e interpretación
El texto completo dice lo siguiente:

...dolete puellae, pedi[cat]. Cunne superbe va[le]

Que podría traducirse como «Llorad, muchachas. Ahora sodomizo. Adiós, orgullosa vulva». Se ha descrito como «probablemente hecho con carbón» y «de difícil lectura». La frase original fue reconstruida por el historiador del arte alemán August Mau, y se ha discutido que esta originalmente incluyese la expresión pedicare uolo («quiero sodomizar»)
El autor del mensaje parece renunciar a las relaciones sexuales con mujeres, a la vez que proclama su inclinación por los hombres a través de referencias a los órganos genitales. El tono ha sido interpretado como irónico y ligeramente heroico, emulando la forma poética de una despedida amorosa propia de la elegía romana, pero cargada de un contenido explícitamente vulgar.
El grafiti fue encontrado en el muro posterior de una taberna en las ruinas de la antigua ciudad romana de Pompeya.